# Personaggi minori di Inazuma Eleven (primo videogioco)
Qui di seguito sono indicati i personaggi secondari del videogioco Inazuma Eleven e del manga e dell'anime da esso tratti, che fanno parte delle squadre di calcio comparse nel primo videogioco della serie e nella prima parte dell'anime (episodi 1-26). Alcuni di essi sono ricomparsi in seguito. I nomi dei personaggi sono stati modificati rispetto all'originale sia nella versione italiana del videogioco che in quella dell'anime, e sono gli stessi delle altre versioni europee.

## Football Frontier
Il football frontier (FF) (フ ッ ト ボ ー ル フ ロ ン テ ィ ア, Futtobōru Furontia ) è un torneo immaginario giovanile di calcio giapponese, organizzato dall'Associazione Calcistica giovanile giapponese, che organizzerà successivamente il Football Frontier International (FFI). È stato vinto consecutivamente per 40 anni dalla Royal Academy. Il commentatore ufficiale è Chester Horse Sr.

### Fase Regionale (Kanto)
- Raimon
- Occult
- Wild
- Brainwashing
- Otaku
- Royal Academy
- Rampage
- Beacon
- Historic
- Bounty
- Polaris
- Empress
- Shun
- Monument

### Fase Nazionale
- Raimon
- Royal Academy
- Shuriken
- Farm
- Kirkwood
- Zeus
- Nephilim
- Mangrove
- Global
- Celestial
- Grace
- Halide
- Alps
- Decorum
- Mechatech
- Betta Academy
- Ogre Academy (solo nel film Gekijōban Inazuma Eleven - Saikyō gundan Ogre shūrai)

| Ottavi di finale | Quarti di finale | Semifinale    | Finale        | Vincitore |
| ---------------- | ---------------- | ------------- | ------------- | --------- |
| Brainwashing     | Brainwashing     | Raimon        | Raimon        | Raimon    |
| Wild             | Raimon           | Raimon        | Raimon        | Raimon    |
| Raimon           | Raimon           | Raimon        | Raimon        | Raimon    |
| Otaku            | Otaku            | Otaku         | Raimon        | Raimon    |
| Rampage          | Otaku            | Otaku         | Raimon        | Raimon    |
| Occult           | Occult           | Otaku         | Raimon        | Raimon    |
| Beacon           | Occult           | Otaku         | Raimon        | Raimon    |
| Polaris          | Empress          | Empress       | Royal academy | Raimon    |
| Empress          | Empress          | Empress       | Royal academy | Raimon    |
| Bounty           | Historic         | Empress       | Royal academy | Raimon    |
| Historic         | Historic         | Empress       | Royal academy | Raimon    |
| Shun             | Shun             | Royal academy | Royal academy | Raimon    |
| Monument         | Shun             | Royal academy | Royal academy | Raimon    |
| Royal Academy    | Royal academy    | Royal academy | Royal academy | Raimon    |

| Ottavi di finale | Quarti di finale | Semifinale | Finale | Vincitore |
| ---------------- | ---------------- | ---------- | ------ | --------- |
| Nephilim         | Mangrove         | Mangrove   | Zeus   | Raimon    |
| Mangrove         | Mangrove         | Mangrove   | Zeus   | Raimon    |
| Global           | Global           | Mangrove   | Zeus   | Raimon    |
| Celestial        | Global           | Mangrove   | Zeus   | Raimon    |
| Grace            | Halide           | Zeus       | Zeus   | Raimon    |
| Halide           | Halide           | Zeus       | Zeus   | Raimon    |
| Royal Academy    | Zeus             | Zeus       | Zeus   | Raimon    |
| Zeus             | Zeus             | Zeus       | Zeus   | Raimon    |
| Alps             | Kirkwood         | Kirkwood   | Raimon | Raimon    |
| Kirkwood         | Kirkwood         | Kirkwood   | Raimon | Raimon    |
| Decorum          | Decorum          | Kirkwood   | Raimon | Raimon    |
| Mechatech        | Decorum          | Kirkwood   | Raimon | Raimon    |
| Raimon           | Raimon           | Raimon     | Raimon | Raimon    |
| Shuriken         | Raimon           | Raimon     | Raimon | Raimon    |
| Betta academy    | Farm             | Raimon     | Raimon | Raimon    |
| Farm             | Farm             | Raimon     | Raimon | Raimon    |

| 1ª Squadra    | Risultato | 2ª Squadra |
| ------------- | --------- | ---------- |
| Nephilim      | ?-?       | Mangrove   |
| Global        | ?-?       | Celestial  |
| Grace         | ?-?       | Halide     |
| Royal Academy | 0-10      | Zeus       |
| Alps          | ?-?       | Kirkwood   |
| Decorum       | ?-?       | Mechatech  |
| Shuriken      | 1-2       | Raimon     |
| Betta Academy | 0-?       | Farm       |

| 1ª squadra |  |  | 2ª squadra |
| ---------- |  |  | ---------- |
|            |  |  |            |
|            |  |  |            |
|            |  |  |            |
|            |  |  |            |
|            |  |  |            |
|            |  |  |            |
|            |  |  |            |

## Squadre del Football

### Occult Junior High
Nome originale - Scuola media Occult (尾刈斗中?, Okaruto chū)
È la prima squadra che la Raimon sconfigge nel corso della prima stagione. Ha anche partecipato nel torneo regionale vincendo un turno contro la Beacon Junior High, ma è stata sconfitta, in maniera sporca, dalla Otaku per 1-0. Il loro allenatore è Hekyll Jyde (地木流 灰人?, Jikiru Haito). I membri di questa squadra sono ispirati a famosi mostri o a entità paranormali. Il nome originale della squadra si pronuncia come la traslitterazione in katakana della parola inglese occult, che è オカルト (okaruto?), ma è scritto in kanji, il cui significato non conta. Nel videogioco possiedono anche delle riserve, assenti nell'anime.
Tattica Micidiale: Blocco Invisibile (Ghost Lock, ゴーストロック?, Gōsuto lokku):

Questa tattica consiste nell'ipnotizzare i giocatori bloccandoli. In questo modo gli attaccanti possono segnare con più facilità. È la prima Tattica Micidiale che compare.
Nathan "Mask" Jones, nome originale Jūzō Nata (鉈 十三?, Nata Jūzō), portiere, numero 1

Doppiato in giapponese da Jun Konno e in italiano da ? (primo gioco) e ? (anime)
È il portiere della Occult ed è un omaggio a Jason Voorhees. Indossa una maschera e ha i capelli simili a quelli di Jude Sharp. Ha l'abitudine di tagliare l'erba del campo con un'accetta. Usa le tecniche:
- Vortice Magnetico (Yugamu Kūkan, ゆがむ空間? lett. "Deformare lo spazio"):

Tecnica apparsa nell'episodio 4. Jones rotea le mani e crea un nucleo oscuro che blocca il pallone. È una tecnica ipnotica, poiché si avvale del fatto che l'attaccante guarda fisso il cerchio e si distrae.
- Mannaia Micidiale (Killer Blade, キラーブレード?, Kirā burēdo):

Tecnica usata solo nel gioco. Jones evoca una piccola mannaia con cui taglia in due il pallone.
Russell "Stige" Walk, nome originale Wataru Sanzu (三途 渡?, Sanzu Wataru), difensore, numero 2

Si crede un fantasma dopo aver vissuto un'esperienza paranormale.
Jason "Ripugno" Jones, nome originale Shigeru Yanagida (柳田 しげる?, Yanagira Shigeru), difensore, numero 3

Crede nei fantasmi e li incolpa se finisce nei guai.
Ken "Franky" Furan, nome originale Ken Furan (不乱 拳?, Furan Ken), difensore, numero 4

Assomiglia al mostro di Frankenstein, cerca di far prendere vita alle creature ma la biologia non è la sua passione.
Jerry "Smorto" Fulton, nome originale Fujimi Shikabane (屍 藤美?, Shikabane Fujimi), difensore, numero 5

Si crede immortale, e per questo si lancia in azioni pericolose.
Ray "Jiangshi" Mannings, nome originale Michihisa Reigen (霊幻 道久?, Reigen Michihisa), centrocampista, numero 6

Non è molto agile ma la sua frenesia può infastidire gli avversari. È ispirato al Jiangshi.
Robert "Mummy" Mayer, nome originale Mami Kinoi (木乃伊 魔美?, Kinoi Mami), centrocampista, numero 7

Ha la pelle delicata, e per questo ha la testa coperta come una mummia.
Alexander "Tomb" Brave, nome originale Tataru Yatsuhaka (八墓 祟?, Yatsuhaka Tataru), centrocampista, numero 8

Indossa una fascia azzurra con delle candele accese. Si dice che se si arrabbia, lancia maledizioni in campo.
Johan "Talisman" Tassman, nome originale Hiroyuki Yūkoku (幽谷 博之?, Yūkoku Hiroyuki), centrocampista e capitano, numero 9

Doppiato in giapponese da Fuminori Komatsu (primo gioco) e Miwa Kōzuki (tutto il resto) e in italiano da ? (primo gioco), ? (anime) e ? (Inazuma Eleven Strikers)

Ha una benda che gli copre gli occhi, con un gigantesco occhio al centro, ed è pallido. Entrerà successivamente nella Neo Japan col numero 8. Usa le seguenti tecniche:
- Tiro Fantasma (Phantom Shoot, ファントムシュート?, Fantomu shūto)

Tassman alza la palla con i talloni, salta girandosi e la colpisce liberando strisce viola che dividono la palla in sei sfere viola.
- Blocco Invisibile (Ghost Lock, ゴーストロック?, Gōsuto rokku)

Tassman esegue dei movimenti con le mani e gli avversari si bloccano istantaneamente.
Troy "Lupone" Moon, nome originale Ken'ichi Tsukimura (月村 憲一?, Tsukimura Ken'ichi), centrocampista, numero 10

Basta un solo sguardo alla luna piena e lui diventa inarrestabile. Assomiglia ad un lupo. Anche lui come Tassman usa il:
- Tiro Fantasma (Phantom Shoot, ファントムシュート?, Fantomu shūto):

Moon alza la palla con i talloni, salta girandosi e la colpisce liberando strisce viola che dividono la palla in sei sfere viola.
Burt "Sanguin" Wolf, nome originale Kiba Burado (武羅渡 牙?, Burado Kiba), attaccante, numero 11

Adora bere succo di pomodoro e assomiglia ad un vampiro.
Rob "Zombi" Crombie, nome originale Matsuru Fushi (不死 祀?, Fushi Matsuru), portiere, numero 12

Portiere di riserva. Per quanto si infortuni, non sente il minimo dolore. Assomiglia ad uno zombie.
Chuck Dollman, nome originale Gen Hitogata (人形 幻?, Hitogata Gen), attaccante, numero 13

Crede di essere un cyborg e non ricorda nulla del suo passato.
Uxley "Alien" Allen, nome originale Michi Tsuburaya (円谷 未知?, Tsuburaya Michi), attaccante, numero 14

Crede agli alieni e scruta il cielo nella speranza di vedere un UFO. Assomiglia ad un alieno.
Phil Noir, nome originale Noroi Kurugami (黒上 呪?, Kurugami Noroi), attaccante, numero 15

Esperto di magia nera. Durante le partite, scaglia maledizioni sugli avversari.
Mick "Ecto" Askley, nome originale Takao Makai (魔界 祟雄?, Makai Takao), centrocampista, numero 16

Crede di non essere umano e porta una maschera da fantasma.

### Wild Junior High
Nome originale - Nose (野生?, No-sè)
È la prima squadra che la Raimon affronta nel Football Frontier regionale. Il loro allenatore è Harry Savage (他山 幸助?, Tagin Kōsuke). Tutti i membri di questa squadra sono ispirati ad animali. Nel videogioco possiedono anche delle riserve, assenti nell'anime.
Charlie "Cinghial" Boardfield, nome originale Hyōgo Inoshishi (猪口 兵吾?, Inoguchi Hyōgo), portiere, numero 1

Assomiglia ad un cinghiale. Corre verso la palla come un cinghiale sui tartufi. Non possiede tecniche speciali nell'anime. Usa nel gioco la tecnica:
- Artiglio Selvaggio (Wild Claw, ワイルドクロー?, Wairudo kurō):

Cinghial salta e afferra il pallone con una artiglio gigantesco giallo, per poi sbatterlo al suolo.
Hugo "Pennut" Tallgeese, nome originale Ryōta Torii (鶏井 亮太?, Torii Ryōta), difensore e capitano, numero 2

Doppiato in giapponese da Katsuyuki Konishi (primo gioco) e Jun Konno (anime) e in italiano da ? (primo gioco) e ? (anime)

È il capitano della Wild. Assomiglia ad un uccello, ed è abilissimo nei salti. Blocca più e più volte Axel durante la partita contro la Raimon. Usa solo nel gioco la tecnica:
- Scatto Bruciante (Dash Accel, ダッシュアクセル?, Dasshu akuseru):

Hugo scatta rapidamente con la palla al piede, evitando così tutti gli avversari che incontra.
Wilson Fishman, nome originale Takuto Uosumi (魚住 拓人?, Uosumi Takuto), difensore, numero 3

Assomiglia ad un pesce. Nonostante adori l'acqua e i pesci, non sa nuotare.
Peter "Rospo" Johnson, nome originale Tatsuhito Kaeruda (蛙田 達士?, Kaeruda Tatsuhito), difensore, numero 4

Assomiglia ad una rana. Abile nei salti, secondo solo a Pennut. Colleziona oggetti a forma di rana.
Leonard "Leon" O'Shea, nome originale Kō Shishiō (獅子王 吼?, Shishiō Kō), difensore, numero 5

Assomiglia ad un leone ed è il re indiscusso della Wild. Usa nel gioco la tecnica Super Armadillo.
Cham "Chameleon" Lion, nome originale Reon Kame (香芽 レオン?, Kame Reon), centrocampista, numero 6

Assomiglia ad un camaleonte. È in grado di rubare la palla prima che l'avversario se ne accorga.
Steve "Falco" Eagle, nome originale Seiji Ōwashi (大鷲 誠次?, Ōwashi Seiji), centrocampista, numero 7

Assomiglia ad un falco. Ha una vista molto acuta che gli permette di prevedere il gioco avversario. La tecnica di tiro è il:
- Colpo del Condor (Condor Dive, コンドルダイブ?, Kondoru daibu):

Falco si libra in aria per colpire la palla di testa, molto violentemente.
Bruce "Scimpa" Monkey, nome originale Noboru Saruta (猿田 登?, Saruta Noboru), difensore, numero 8

Assomiglia ad una scimmia. Ha doti acrobatiche che lo rendono inarrestabile. La tecnica di dribbling è la:
- Scimmia Volante (Monkey Turn, モンキーターン?, Monkī tān):

Scimpa compie un salto acrobatico con la palla al piede, superando l'avversario.
Gary "Gorilla" Lancaster, nome originale Shingo Gori (五利 慎吾?, Gori Shingo), attaccante, numero 9

Assomiglia ad un gorilla. La sua tecnica di tiro è il:
- Calcio di Tarzan (Tarzan Kick, ターザンキック?, Tāzan kikku):

Gorilla vola su una liana e colpisce il pallone in volo.
Harry "Serpe" Snake, nome originale Shōma Hebimaru (蛇丸 彰真?, Hebimaru Shōma), attaccante, numero 10

Assomiglia ad un serpente. La sua tecnica di tiro è il:
- Tiro del Serpente (Snake Shot, スネークショット?, Sunēku shotto):

Serpe tira la palla che emana una scia verde e si dirige ondeggiando verso la porta come un serpente.
Adrian "Pardo" Speed, nome originale Chiita Suizenji (水前寺 馳威太?, Suizenji Chiita), attaccante, numero 11

Assomiglia ad un giaguaro. È il giocatore più veloce della Wild e può raggiungere i 10 m/s. Nel gioco usa le tecniche:
- Scatto Bruciante (Dash Accel, ダッシュアクセル?, Dasshu akuseru):

Pardo scatta rapidamente con la palla al piede, evitando così tutti gli avversari che incontra.
- Calcio di Tarzan (Tarzan Kick, ターザンキック?, Tāzan kikku)

Alan "Koala" Coe, nome originale Kūya Ushio (牛尾 空也?, Ushio Kūya), centrocampista, numero 12

Assomiglia ad un koala. Preferisce gli alberi che la terra.
Philip "Panda" Anders, nome originale Noboru Koara (小荒 登?, Koara Noboru), attaccante, numero 13

Assomiglia ad un panda. Sembra calmo e tranquillo ma ha un carattere brutale.
Rocky "Orsetto" Rackham, nome originale Takeo Ban (判 竹夫?, Ban Takeo), difensore, numero 14

Assomiglia ad un procione. Lava sempre il cibo prima di mangiare.
Matt Mouseman, nome originale Kumami Araigawa (荒井川 熊巳?, Araigawa Kumami), centrocampista, numero 15

Assomiglia ad un topo. Adora tutti i tipi di formaggio, anche quelli puzzolenti.
Chad Bullford, nome originale Mitsuo Nezu (根津 光夫?, Nezu Mitsuo), portiere, numero 16

Assomiglia ad un toro. Adora mangiare e si arrabbia se è a stomaco vuoto. La sua tecnica è Artiglio Selvaggio (Wild Claw, ワイルドクロー?, Wairudo kurō).

### Brainwashing Junior High
Nome originale - Mikage Sennō (御影専農?), scritto diversamente vuol dire "lavaggio del cervello" (洗脳?, Sen'nō).
È la squadra che ha affrontato la Raimon ai quarti di finale del Football Frontier regionale. Come dice il nome europeo, ai giocatori viene fatto un lavaggio del cervello per renderli più aggressivi. Il loro allenatore è Thomas Thommo (富山 新一郎?, Toyama Shin'ichirō), un alleato di Ray Dark. Nel videogioco possiedono anche delle riserve, assenti nell'anime.
Thomas Feldt, nome originale Takeshi Sugimori (杉森 威?, Sugimori Takeshi), portiere e capitano, numero 1

Doppiato in giapponese da Yasumichi Kushida (primo gioco) e Gō Shinomiya (tutto il resto) e in italiano da ? (primo gioco), ? (anime), ? (secondo gioco) e ? (Inazuma Eleven Strikers)

Alto di statura, è quasi calvo e i suoi capelli sono degli spuntoni viola. Nel corso della sfida contro la Raimon, Thomas era malvagio e determinato a distruggere la squadra avversaria, ma grazie a Mark, riesce a capire di aver sbagliato e diventa un suo grande amico (oltre che aiutante). È un portiere deciso e sicuro di sé. Anche lui si unisce ai Dark Emperors, per poi tornare normale. È lui che ha allenato Shadow durante le partite della Raimon contro l'Alius Academy. È anche il creatore della squadra di riserva della Raimon, ovvero una squadra contenente giocatori di riserva per la Raimon che ha subito numerosi infortuni nel corso delle partite contro l'Alius Academy. In un fotogramma dell'episodio 68, inoltre, Feldt appare con indosso la divisa da portiere dell'Inazuma Japan, anche se non viene selezionato per farne parte. Le tecniche di Feldt sono:
- Barriera Magnetica (Shoot Pocket, シュートポケット?, Shūto poketto):

Thomas incrocia le mani e, librandosi a mezz'aria, innalza una barriera elettrica bluastra che indebolisce il tiro avversario.
- Pugno Propulsore (Rocket Kobushi, ロケットこぶし?, Roketto kobushi, lett. "Pugno razzo"):

Thomas materializza un grande pugno di luce che colpisce la palla, respingedola via.
- Scudo Doppio (Dual Smash, デュアルスマッシュ?, Dyuaru sumassshu)

Usata con Jim Wraith quando i due giocavano nei Dark Emperors. Jim e Thomas colpiscono la palla con la pianta del piede, impedendone quindi l'ingresso in porta.
- Doppio Pugno (Double Rocket, ダブルロケット?, Daburu roketto):

Tecnica che Thomas usava quando giocava nei Dark Emperors. Thomas materializza due pugni di luce che colpiscono la palla e la respingono.
Harry Leading, nome originale Yū Hiroyama (弘山 誘?, Hiroyama Yū), difensore, numero 2

Sognava di diventare famoso, ma dopo il condizionamento non ha più stimoli.
Terry Stronger, nome originale Tsuyoshi Hanaoka (花岡 強?, Hanaoka Tsuyoshi), difensore, numero 3

Il "trattamento" gli ha irrobustito il corpo ma gli ha fatto anche cambiare carattere.
Philip Marvel, nome originale Kyō Murobushi (室伏 恐?, Murobushi Kyō), difensore, numero 4

Il lavaggio del cervello lo spinge a tirare fuori la forza della paura.
Noel Good, nome originale Nori Inada (稲田 則?, Inada Nori), difensore, numero 5

Dopo il condizionamento, esegue tutti gli ordini.
Tyron Rock, nome originale Iwao Terakawa (寺川 巌?, Terakawa Iwao), centrocampista, numero 6

Da quando si è fatto condizionare, gioca in maniera sconsiderata.
Francis Tell, nome originale Kei Fujimaru (藤丸 啓?, Fujimaru Kei), centrocampista, numero 7

Dopo il lavaggio del cervello, esegue le istruzioni alla lettera.
Samuel "Busta" Buster, nome originale Baku Sangō (山郷 暴?, Sangō Baku), centrocampista, numero 8

Gioca al limite delle regole da quando si è fatto condizionare.
Jonathan Seller, nome originale Seri Yamagishi (山岸 迫?, Yamagishi Seri), attaccante, numero 9

Il secondo attaccante. Vuole vincere ad ogni costo. Ha segnato un gol di testa durante la partita contro la Raimon.
Victor Kind, nome originale Shin Ōbe (大部 信?, Ōbe Shin), centrocampista, numero 10

Crede che la Brainwashing sia infallibile.
Neil Turner, nome originale Arata Shimozuru (下鶴 改?, Shimozuru Arata), attaccante, numero 11

Doppiato in giapponese da Kayo Yūnagi e in italiano da ? (primo gioco), Simone Veltroni (anime) e Federico Zanandrea (Inazuma Eleven Strikers)

Calmo e gentile, dopo il lavaggio del cervello è diventato il pericoloso capocannoniere della squadra. Nella terza serie si unisce alla Neo Japan come centrocampista col numero 6. In Inazuma Eleven Ares no Tenbin è il capitano della squadra, rinominata nel doppiaggio italiano Anima Sana Academy, ed è soprannominato in originale (データの闘将). Usa:
- Saetta Spiovente (Patriot Shoot, パトリオットシュート?, Patoriotto shūto):

Tecnica di tiro. Turner tira il pallone, che vola in aria per poi precipitare verso la porta come un missile. In Inazuma Eleven Ares no Tenbin l'esecuzione della tecnica cambia, poiché dopo che Turner tira la palla, egli esegue un piccolo salto, e dopo essere atterrato, dai piedi escono delle fiamme che usa per sollevarsi in aria (in modo simile a un missile) e raggiungere la palla, che tira in porta con una rovesciata.
- Calcio Interdimensionale Livello 2 (Gungnir V2, グングニルV2?, Gunguniru V2)
- Tornado di Fuoco (Fire Tornado, ファイアトルネード?, Faia torunēdo):

Tecnica di tiro. Neil crossa e si alza dal terreno con il piede seguito da una fiamma. Quando il pallone e Neil sono allineati, tira e la palla, coperta di fiamme, va dritta in porta con una potenza allucinante.
Reg "Under" Underwood, nome originale Tobashi Mashimo (真下 乏?, Mashimo Tobashi), portiere, numero 12

Si è fatto condizionare per diventare famoso e aiutare la famiglia. Indossa un apparecchio sull'occhio sinistro.
Patrick Stiller, nome originale Shizuka Tsuzuki (都築 静?, Tsuzuki Shizuka), centrocampista, numero 13

Crede che il condizionamento abbia tirato fuori la sua vera natura. Ha una bandana sull'occhio destro.
Charles Oughtry, nome originale Jin Hirao (平生 仁?, Hirao Jin), centrocampista, numero 14

Si è fatto condizionare per aiutare suo fratello malato.
Clive Mooney, nome originale Sō Nagatomo (長友 喪?, Nagatomo Sō), attaccante, numero 15

Dopo il condizionamento, non ricorda mai i falli che commette.
Neil Waters, nome originale Nashi Mizubuchi (水淵 無?, Mizubuchi Nashi), difensore, numero 16

Dopo il condizionamento, si è vendicato di chi lo prendeva in giro.

### Otaku Junior High
Nome originale - Shūyō Meito (秋葉名戸?)
È una squadra composta da otaku che affronta la Raimon in semifinale durante il Football Frontier regionale. Vuole vincere il torneo per ottenere il premio in palio, un viaggio in America, per avere una bambola in edizione speciale. Essendo una squadra molto scarsa si affida a sporchi trucchi come cambiare i risultati delle partite prima che queste vengano messe sul giornale. Il loro allenatore è Manny Artic (真二屋 才人?, Maniya Saito), proprietario di un maid café che viene usato come "base" per la Otaku. Nel videogioco possiedono anche delle riserve, assenti nell'anime.
Sam Idol, nome originale Sō Aidoru (相戸留 捜?, Aidoru Sō), portiere, numero 1

Ha un hobby molto particolare: trovare gente famosa prima che lo diventi.

Il suo cognome originale si pronuncia come la parola "idol", ma è scritto in kanji invece che in katakana.

Usa la tecnica:
- Panciata Otaku (Goal Zurashi, ゴールずらし?, Gōru zurashi, lett. "Porta che si muove"):

Idol dà una panciata al palo della porta per spingerla via e far sì che il tiro vada fuori.
Marcus Train, nome originale Tetsuo Sujimichi (筋路 鉄雄?, Sujimichi Tetsuo), difensore, numero 2

Ha la passione per i modellini dei treni e sogna di averne la stanza piena.
Light "Novel" Nobel, nome originale Raito Noberu (野部流 来人?, Noberu Raito), difensore e capitano nell'anime, numero 3

Doppiato in giapponese da Kōichi Yamadera e in italiano da ? (primo gioco) e ? (anime)
Noto fumettista, è il capitano della squadra.

Il suo nome originale deriva da quello di un tipo di romanzo giapponese, la light novel, ma è scritto in kanji ed è quindi un vero nome di persona, e dato che in giapponese il cognome precede il nome, è pronunciato Noberu Raito. Dicendo però prima il nome e poi il cognome, si pronuncia proprio come la pronuncia giapponese di "light novel", che si scrive però in katakana.
Walter "Hero" Valiant, nome originale Hideo Muteki (無敵 英雄?, Muteki Hideo), centrocampista, numero 4

Adora i supereroi e sogna di essere anche lui un supereroe.

Il suo nome originale, Hideo (英雄?), si scrive con gli stessi ideogrammi che se pronunciati eiyū significano "eroe".

Usa la tecnica:
- Trasformazione (Fake Ball, フェイクボール?, Feiku bōru):

Valiant, con delle finte, supera l'avversario togliendogli il pallone e materializzando un'anguria al suo posto.
Spencer "Cosplay" Gates, nome originale Sō Karisawa (仮沢 装?, Karisawa Sō), difensore e capitano nel gioco, numero 5

Doppiato in giapponese da Riki Kitazawa (primo gioco) e Hiro Shimono (anime) e in italiano da ? (primo gioco) e ? (anime)

Appassionato di cosplay, riesce a creare da solo i costumi dei suoi anime preferiti.

Il suo nome originale, Sō (装?), si scrive con l'ideogramma che in altre parole ha il significato di "vestirsi".
Josh "Online" Spear, nome originale Itsuki Onra (御良 一輝?, Onra Itsuki), centrocampista, numero 6

Resta alzato fino a tardi per giocare online e finisce col dormire in classe.

Il cognome originale, Onra (御良?), è scritto in kanji ma si pronuncia come l'inizio della parola in katakana onrain (オンライン?), derivata dall'inglese "online".
Gaby "Custom" Farmer, nome originale Haru Onotomo (自作 派流?, Onotomo Haru), attaccante, numero 7

È in grado di costruire i computer da solo. In casa ne ha più di dieci.

Gli ideogrammi del suo cognome originale, ono (自?) e tomo (作?), in altre parole portano i significati rispettivamente di "personale" e "costruire".
Anthony "Robot" Woodbridge, nome originale Gōki Robo (呂簿 合機?, Robo Gōki), centrocampista, numero 8

Adora i robot e guarda sempre gli anime riguardanti ad essi (mecha).

Il suo cognome originale è scritto in kanji  (呂簿?) ma ricorda l'inizio della parola robotto (ロボット?), che significa "robot" ed è scritta in katakana.
Gus Gamer, nome originale Konomu Geimu (芸夢 好武?, Geimu Konomu), attaccante, numero 9

Doppiato in giapponese da Tooru Nara e in italiano da ? (primo gioco) e ? (anime)

Grande appassionato di videogiochi. Non si lascia mai sfuggire le ultime novità.

Il suo cognome inglese indica il "videogiocatore", mentre quello giapponese, pur essendo scritto in kanji  (芸夢?), ricorda la parola in katakana gēmu (ゲーム?), derivata dall'inglese game, che in giapponese indica per lo più il "videogioco". Infatti solo in katakana c'è differenza tra "ē" ed "ei", mentre in hiragana si usa la scrittura "ei" per indicare la pronuncia della "e" allungata ("ē"), e per indicare la pronuncia dei kanji si usa di solito l'hiragana. "Ei" ricorda comunque anche la pronuncia inglese.

Usa la tecnica:
- Colpo del Battitore (Donkojō Bat, ド根性バット?, Donkojō batto, lett. "Battuta del coraggio totale"):

Usata con Gambling. Gamer prende Gambling in mano e colpisce con violenza il pallone usando Gambling come se fosse una mazza da baseball.
Mark "Artist" Gambling, nome originale Moe Manga (漫画 萌?, Manga Moe), attaccante e capitano nel manga, numero 10

Doppiato in giapponese da Megumi Tano e in italiano da ? (primo gioco) e Stefano Brusa (anime)

Noto fumettista anche lui, è il socio di Light Nobel.

Il suo cognome originale deriva dalla parola "fumetto" (manga) ed il nome dalla parola moe, che può indicare l'attrazione amorosa per personaggi di anime, manga e videogiochi o uno stereotipo di ragazza. Si scrivono però con ideogrammi diversi.
Usa le tecniche:
- Tempesta di Polvere (Gorimuchū, 五里霧中? lett. "Perdita dell'orientamento"):

Gambling muove ripetutamente i piedi tanto da generare un vortice di sabbia che rende invisibile la porta e l'area di rigore.
- Colpo del Battitore (Donkojō Bat, ド根性バット?, Donkojō batto, lett. "Battuta del coraggio totale"):

Usata con Gamer.
Theodore "Arcade" Master, nome originale Tatsuhito "Arcade" Akeido (明井戸 達人 （アーケード）?, Akeido Tatsuhito (Ākēdo)), attaccante, numero 11

Un amante della sala giochi. Ottiene la paghetta sfidando gli amici.

La pronuncia del cognome originale ricorda la parola "arcade" che indica i videogiochi da sala giochi.
Ham Signalman, nome originale Tsutomu Kiuchi (木内 努?, Tsutomu Kiuchi), centrocampista, numero 12

Radioamatore. Crea gli apparecchi con pezzi di ricambio.
Bill Formby, nome originale Sakuo Zōkei (造形 製雄?, Zōkei Sakuo), difensore, numero 13

Amante del modellismo. Ha anche vinto dei trofei.

Il cognome originale significa "modellismo", mentre il nome è scritto con gli ideogrammi che in altre parole e pronunciati diversamente significano rispettivamente "costruire" (製?, saku) e "eroe" (雄?, o).
Grant Eldorado, nome originale Sōta Tōma (闘馬 草太?, Tōma Sōta), attaccante, numero 14

Fan dei giochi picchiaduro, genere molto famoso in Giappone. Vince sempre con i personaggi più deboli e porta una maschera da Lucha Libre.
Mike Vox, nome originale Sakuta Seimo (声模 索太?, Seimo Sakuta), difensore, numero 15

Appassionato di doppiaggio. Cerca sempre di imitare le voci.

Gli ideogrammi del suo cognome originale, che in alcune parole hanno le stesse pronunce, significano rispettivamente "voce" (声?, sei) e "imitare" (模?, mo).
Ollie "Net" Webb, nome originale Saguri Netto (熱斗 探李?, Netto Saguri), difensore, numero 16

Naviga su internet per ore e becca sempre dei virus.

Il cognome originale, Netto (熱斗?), è scritto in kanji ma si pronuncia come la parola in katakana netto (ネット?), derivata dall'inglese net, "rete".

### Royal Academy
Nome originale - Teikoku Gakuen (帝国学園? lett. "Accademia imperiale")
Campione del Football Frontier per quarant'anni grazie agli allenamenti di Ray Dark, oltre a sporchi trucchi. Affronta la Raimon nella finale del Football Frontier Regionale ma si qualifica lo stesso, essendo campioni. Verrà sconfitta dalla Zeus per 10-0 negli ottavi di finale.

Nel videogioco possiedono anche delle riserve, assenti nell'anime. Dopo l'abbandono di Ray Dark, il nuovo allenatore è il Mr. Black (安西 勝?, Anzai Masaru).
Joseph "Joe" King, nome originale Kōjirō Genda (源田 幸次郎?, Genda Kōjirō), portiere, numero 1

Doppiato in giapponese da Katsuyuki Konishi (primo gioco) e Yūichi Nakamura (tutto il resto) e in italiano da Ruggero Andreozzi (primo gioco), Fabrizio De Flaviis (anime), Renato Novara (secondo gioco e Inazuma Eleven Strikers) e Valerio Amoruso (Inazuma Eleven Ares)

È il portiere della Royal Academy. Considerato da molti uno dei migliori portieri in circolazione, è uno dei migliori amici di Jude e David Samford. Anche lui, come David, si è lasciato abbindolare dalla proposta di unirsi alla Absolute Royal Academy di Dark. Nella seconda stagione viene nominato temporaneamente capitano della squadra. Nella terza stagione entrerà far parte del Neo Japan come portiere. Il suo soprannome originale è (キング・オブ・ゴールキーパー). Le sue tecniche sono:
- Barriera di Forza (Power Shield, パワーシールド?, Pawā shīrudo):

Usata nella Royal Academy. Joe accumula energia in un pugno, per poi sbatterlo al suolo e generando un muro di forza. Questo però non può sopportare tiri da breve distanza.
- Super Barriera di Forza (Full Power Shield, フルパワーシールド?, Furu pawā shīrudo):

Usata nella Royal Academy. Joe accumula energia in entrambe le mani e poi salta per sbatterle al suolo, generando così un muro di forza più grande e resistente.
- Morso della Belva (Beast Fang, ビーストファング?, Bīsuto fangu):

Tecnica usata nella Absolute Royal Academy. Joe mette le mani in posizione di una dentatura da pantera e con essa stringe la palla per pararla. È una tecnica proibita ideata da Dark, e per questo può essere usata un massimo di due volte in una partita.
- Trivella Spaziale livello 2 (Drill Smasher V2, ドリルスマッシャーV2?, Doriru sumasshā V2)
- Muraglia Infinita Potenza 2 (Shin Mugen no Kabe, 真むげんのかべ? lett. "Vero muro infinito"):

Tecnica di parata combinata usata nella Neo Japan con Bargie e Hillvalley. È una delle tecniche di parata più potenti mai usate. King, Bargie e Hillvalley evocano un gigantesco muro di roccia davanti alla porta che blocca il pallone e lo respinge via. La tecnica è originaria della Farm.
- Morso della Belva Selvaggia (High Beast Fang, ハイビーストファング?, Hai Bīsuto Fangu):

Tecnica di parata usata in Inazuma Eleven Ares. Joe mette la mano destra sul petto, e dopo che i suoi occhi si illuminano di rosso, e dietro di lui compare una pantera, egli scatta in avanti, ed afferra la palla con le mani, le quali si erano illuminate di verde, in un modo che ricorda un morso.
Peter Drent, nome originale Densuke Oono (大野 伝助?, Oono Densuke), difensore, numero 2

Un vero e proprio gigante in difesa. È in grado di schiacciare i suoi avversari molto facilmente. Nel manga verrà scelto come candidato per l'Inazuma Japan ma non riuscirà a passare il provino.
Ben Simmons, nome originale Kazumichi Banjō (万丈 一道?, Banjō Kazumichi), difensore, numero 3

È un tipo selvaggio e pericoloso. La sua tecnica è il Ciclone (Cyclone, サイクロン?, Saikuron).
Alan Master, nome originale Ken'ya Narukami (成神 健也?, Narukami Ken'ya), difensore, numero 4

Doppiato in giapponese da Masako Jō e in italiano da ? (primo gioco), ? (anime) e ? (Inazuma Eleven Strikers)

Uno dei difensori più forti della Royal Academy. Indossa sempre un paio di cuffie. Nella Neo Japan, usa la Scivolata Micidiale (Killer Slide Kai, キラースライド改?, Kirā suraido kai).
Gus Martin, nome originale Masaru Gojō (五条 勝?, Gojō Masaru), difensore, numero 5

Doppiato in giapponese da Tōru Nara e in italiano da ? (primo gioco), ? (anime) e ? (Inazuma Eleven Strikers)

Nessuno conosce il suo passato, neanche Jude Sharp. La sua tecnica è la Scivolata Micidiale (Killer Slide, キラースライド?, Kirā suraido). Ha sempre un sorriso beffardo sulla faccia. Appare anche nel gioco Inazuma Eleven GO e nel film Gekijōban Inazuma Eleven GO - Kyūkyoku no kizuna Gryphon come alleato del Quinto Settore.
Herman Waldon, nome originale Wataru Henmi (辺見 渡?, Henmi Wataru), centrocampista, numero 6

È fiero e orgoglioso della sua Royal Academy. È il vice di Jude, di cui sembrerebbe anche essere uno degli amici più stretti.
John Bloom, nome originale Shūji Sakiyama (咲山 修二?, Sakiyama Shūji), centrocampista, numero 7

È un tipo determinato e violento. Porta una maschera bianca che gli copre naso e bocca. Usa la tecnica della Scivolata Micidiale (Killer Slide Kai, キラースライド改?, Kirā suraido kai).
Derek Swing, nome originale Shūichirō Dōmen (洞面 秀一郎?, Dōmen Shūichirō), centrocampista, numero 8

È molto basso, ma riesce ad intuire le strategie nemiche. Usa la tecnica della Zona Micidiale (Death Zone, デスゾーン?, Desu zōn) con Hatch e Samford.
Daniel Hatch, nome originale Taiki Jimon (寺門 大貴?, Jimon Taiki), attaccante e capitano, numero 9

Doppiato in giapponese da Gō Shinomiya e in italiano da ? (primo gioco), ? (anime) e ? (Inazuma Eleven Strikers)

Inizialmente Hatch è l'attaccante della Royal Academy che fa coppia con David Samford in attacco, nonché il capocannoniere della squadra, e ne diventa il capitano dopo che Jude Sharp si unisce alla Raimon. È arrogante e rozzo, tuttavia sarà uno dei primi a ribellarsi a Dark insieme a Joe King e Jude. Le sue lunghe gambe sono la sua arma di tiro. Nella Neo Japan giocherà come difensore col numero 5. Le sue tecniche sono:
- Tiro dai Cento Calci (Hyakuretsu Shot, 百烈ショット?, Hyakuretsu shotto)

La tecnica di tiro di Hatch. Hatch alza la palla in aria e comincia a colpirla ripetutamente con i piedi per poi scaraventarla in porta. Il tiro è però di bassa potenza. In Inazuma Eleven Ares no Tenbin l'esecuzione della tecnica cambia, poiché prima di calciare la palla, la fa ruotare con la punta del piede.
- Zona Micidiale (Death Zone, デスゾーン?, Desu zōn):

Usata con Derek Swing e David Samford nella Royal Academy.
- Pinguino Imperatore n°2 (Kōtei Penguin Ni-gō, 皇帝ペンギン2号?, Kōtei pengin ni-gō)

Usata con Jude Sharp e David Samford nella Royal Academy. David e Daniel scattano in avanti e Jude fischia facendo sbucare dal terreno cinque pinguini imperatori e poi calcia la palla; i pinguini seguono la palla volando verso David e Daniel che calciano la palla insieme scatenando la vera potenza del tiro e lanciando la palla verso la porta con velocità straordinaria. La tecnica viene sviluppata par battere la Mano di Luce. In Inazuma Eleven Ares no Tenbin, la tecnica, oltre ad avere un'esecuzione diversa, e usata in combinazione con David e Caleb Stonewall: David fischia e chiama i pinguini, dopodiché tira la palla in aria, e Caleb e Hatch la tirano insieme in porta, ed essa e seguita dai pinguini che si uniscono insieme in un gigantesco pinguino azzurro e giallo.
- Doppio Ciclone (Double Cyclone, ダブルサイクロン?, Daburu saikuron):

Usata in coppia con Bargie nella Neo Japan. Entrambi i giocatori creano un vortice con un piede per poi scaraventarlo contro l'avversario, rubandogli la palla. La tecnica è l'evoluzione del Ciclone, originario della Royal Academy.
- Calcio Stordente (Judge Through, ジャッジスルー?, Jajji Surū):

Tecnica di dribbling usata in Inazuma Eleven Ares no Tenbin. Daniel calcia la palla contro l'avversario, per poi saltare sopra essa, ed usarla come una pressa per schiacciare l'avversario.
Jude Sharp, nome originale Yūto Kidō (鬼道 有人?, Kidō Yūto), centrocampista e primo capitano, numero 10
David Samford, nome originale Jirō Sakuma (佐久間 次郎?, Sakuma Jirō), attaccante, numero 11
Bob Carlton, nome originale Hyōdō Yūhei (兵藤 雄平?, Yūhei Hyōdō), portiere, numero 12

Portiere di riserva forte e rapido, può bloccare i tiri con facilità. Nonostante sia il secondo portiere effettivo della squadra, nel gioco viene identificato come difensore.
Jim Lawrenson, nome originale Kei Mukumoto (椋本 圭?, Mukumoto Kei), attaccante, numero 13

È molto basso ma bravo nel controllo di palla.
Barry Potts, nome originale Shōdai Shibuki (渋木 翔大?, Shibuki Shōdai), centrocampista, numero 14

Ha un gioco molto preciso nonostante la statura grossa.
Steve Ingham, nome originale Seiji Ōkusu (大楠 星士?, Ōkusu Seiji), attaccante, numero 15

Accende le speranze della squadra anche quando la tensione è al minimo.
Cliff Tomlinson, nome originale Kazuki Ena (恵那 和樹?, Ena Kazuki), attaccante, numero 16

È molto bravo ma non è titolare perché si infortuna spesso.

### Shuriken Junior High
Nome originale - Sengoku Igajima (戦国伊賀島?)
Una squadra che aveva affrontato l'Inazuma Eleven quarant'anni fa. La Raimon la affronta nei ottavi di finale del Football Frontier nazionale. I giocatori di questa squadra sono ninja e le loro tecniche sono basate proprio su abilità ninja. L'allenatore, anch'esso ninja, è Sammy Igajima (伊賀島 仙一?, Igajima Sen'ichi). Nel videogioco possiedono anche delle riserve, assenti nell'anime.
Morgan "Hood" Sanders, nome originale Santa Momochi (百地 三太?, Momochi Santa), portiere, numero 1

Considerato un grande portiere, indossa un cappuccio che non toglie mai. Usa la tecnica:
- Ciclone Incrociato (Tsumuji, つむじ? lett. "Vortice d'aria dietro la testa"):

Sanders evoca due tornado che bloccano il pallone, cosicché Sanders può riacciuffarlo in volo.
Newton "Crackshot" Flust, nome originale Nagato Fujibayashi (藤林 長門?, Fujibayashi Nagato), difensore, numero 2

Nonostante il ruolo, ha grande precisione nei tiri.
Jim Hillfort, nome originale Jin Kōsaka (高坂 仁?, Kōsaka Jin), difensore, numero 3

Un giocatore che si appassiona facilmente. Usa la tecnica:
- Ombra Avvolgente (Kagenui, 影縫い? lett. "Cucitura d'ombra"):

Mentre l'avversario supera Hillfort, la sua ombra lo avvolge restituendo la palla a quest'ultimo.
Galen "Thunder" Thunderbird, nome originale Gamasuke Jiraiya (児雷也 蟇助?, Jiraiya Gamasuke), difensore, numero 4

Cura gli infortuni grazie ad un antico rimedio di famiglia. Usa la tecnica del:
- Blocco Difensivo Insuperabile (Shikofumi, 四股踏み? lett. "Pestata delle quattro cosce"):

Usato con Thunderbird. Entrambi sbattono le mani e poi un piede per terra generando un'onda d'urto che sbalza via gli avversari.
Finn "Bandit" Stoned, nome originale Goeta Ishikawa (石川 五衛太?, Ishikawa Goeta), difensore, numero 5

Si vanta di derubare i ricchi. Insieme a Thunderbird, usa la tecnica del Blocco Difensivo Insuperabile (Shikofumi, 四股踏み? lett. "Pestata delle quattro cosce").
Phil "Code" Wingate, nome originale Koheita Fūma (風魔 小平太?, Fūma Koheita), centrocampista, numero 6

Il regista della squadra, impartisce gli ordini ai compagni con un codice segreto. Usa la tecnica:
- Ragnatela (Kumo no Ito, くもの糸?):

Wingate tocca il terreno dopo aver fatto una capriola all'indietro e dal terreno fuoriesce una ragnatela che blocca l'avversario.
Jez "Star" Shell, nome originale Gen Kōga (甲賀 幻?, Kōga Gen), centrocampista, centrocampista, numero 7

Oltre a usare cortine fumogene per dribblare gli avversari, usa anche la tecnica:
- Illusione Ottica (Bunshin Feint, 分身フェイント?, Bunshin feinto, lett. "Finta dell'alter ego"):

Shell evoca due suoi doppioni che superano l'avversario passando la palla al giocatore originale.
Jupiter "Cleats" Jumper, nome originale Sanosuke Sarutobi (猿飛 佐之助?, Sarutobi Sanosuke), centrocampista, numero 8

Un esperto nell'arrampicarsi. Nonostante la sua statura minuta, ha grande tecnica.
Hank "Hattori" Sullivan, nome originale Hanzō Hatsutori (初鳥 伴三?, Hatsutori Hanzō), centrocampista, numero 10

Un giocatore importante per la squadra per il suo gioco di squadra. Il suo nome originale è un riferimento a Hattori Hanzō. Usa la tecnica del:
- Ninja Dribbling (Zanzō, 残像? lett. "Immagine residua"):

Sullivan esegue degli strani movimenti con le mani mentre l'avversario gli si fa incontro per soffiargli la palla. A quel punto l'avversario attacca solo l'ombra di Sullivan, che nel frattempo è già scattato in avanti.
Sam Samurai, nome originale Jūrō Yagyū (柳生 十郎?, Yagyū Jūrō), attaccante, numero 9

Oltre al calcio, sa fare kendō e judo. Ha una benda sull'occhio destro per limitare la forza. Usa la tecnica:
- Colpo Ripetuto (Bunshin Shoot, 分身シュート?, Bunshin shūto, lett. "Colpo dell'alter ego"):

Samurai evoca due suoi doppioni che colpiscono insieme a lui, contemporaneamente, il pallone.
Sail "Cloak" Bluesea, nome originale Saiji Kirigakure (霧隠 才次?, Kirigakure Saiji), attaccante e capitano, numero 11

Doppiato in giapponese da Kensuke Satō (primo gioco) e Yumiko Kobayashi (tutto il resto) e in italiano da ? (primo gioco), Alessio Puccio (anime) e ? (Inazuma Eleven Strikers)

Ha i capelli viola. Il suo intento è sconfiggere Axel per dimostrare di essere il più forte. Nella partita contro la Raimon se la deve vedere con Nathan, che lo sfida in una gara di velocità all'inizio della partita. Nella terza stagione entra a far parte della Neo Japan come centrocampista col numero 7. Le sue tecniche sono:
- Tiro Ninja a Valanga (Tsuchidaruma, つちだるま? lett. "Daruma di terra"):

Bluesea calcia la palla che si trasforma in una sfera di fango. Con un cenno della mano la sfera si rompe ed esce il pallone che velocissimo schizza in porta.
- Ninja Dribbling (Zanzō, 残像? lett. "Immagine residua"):

Bluesea esegue degli strani movimenti con le mani mentre l'avversario gli si fa incontro per soffiargli la palla. A quel punto l'avversario attacca solo l'ombra di Bluesea, che nel frattempo è già scattato in avanti.
John "Ronin"Reynolds, nome originale Yasaburō Hachiya, attaccante, numero 12

Era un teppista, ma grazie al calcio è diventato serio.
Dan Hopper, nome originale Dan Katō (加藤 段?, Katō Dan), difensore, numero 13

Abile nei salti, ma spesso salta troppo in alto e manca il pallone.
Cal Trops, nome originale Kyomori Ideura (出浦 清盛?, Ideura Kyomori), centrocampista, numero 14

Ha una buona tecnica ma preferisce il gioco di squadra.
Winston Falls, nome originale Kazuma Takigawa (滝川 一馬?, Takigawa Kazuma), centrocampista, numero 15

Utilizza le sue abilità ninja per spiare le squadre.
Kevin Castle, nome originale Yamon Kido (城戸 弥門?, Kido Yamon), portiere, numero 16

Specializzato nel pressing, marca gli avversari fino a sfiancarli.

### Farm Junior High
Nome originale - Senbayama (千羽山?)
È la squadra che affronta la Raimon nei quarti di finale del Football Frontier nazionale. Questa squadra è nota per la sua difesa impenetrabile e per la Muraglia Infinita in grado di bloccare qualsiasi tiro. I membri di questa squadra vivono in mezzo alla natura lontano dalle modernità.
Nel videogioco possiedono anche delle riserve, assenti nell'anime. Il loro allenatore è Turtle Newfield, nome originale Kamekichi Shinno (新野 亀吉?, Shinno Kamekichi).
Albert "Greeny" Green, nome originale Yūichi Ayano (綾野 勇一?, Ayano Yūichi), portiere, numero 1

Doppiato in giapponese da Chiyako Shibahara e in italiano da ? (primo gioco) e ? (anime)

Ha l'abitudine di ficcarsi le dita nel naso (con i guanti) e adora i sottaceti: diventa una furia se non li trova a cena. Portiere imbattibile grazie alle tecniche:
- Muraglia Infinita (Mugen no Kabe, 無限の壁?):

Una delle tecniche di parata più potenti mai usate. Green, Hillvalley e Sherman evocano un gigantesco muro di roccia davanti alla porta che blocca il pallone e lo respinge via. Solo l'Ariete Inazuma della Raimon è riuscito a perforare questa tecnica.
- Maglio del Guardiano (Makiwari Chop, まき割りチョップ?, Makiwari choppu):

Green salta e colpisce il pallone con le mani unite, respingendolo via.
Seward Hayseed, nome originale Eisuke Sumino (炭野 詠輔?, Sumino Eisuke), difensore, numero 2

Riscalda l'acqua col carbone proprio come vuole la nonna. Insieme a Kent Work e Joe Small, usa il:
- Triangolo Ipnotico (Kagome Kagome, かごめかごめ?):

Hayseed, Work e Small girano lentamente intorno all'avversario per poi rubargli la palla con delle potenti scivolante. Il nome originale è quello dell'omonimo gioco per bambini.
Kent Work, nome originale Kazunori Serizawa (芹沢 和憲?, Serizawa Kazunori), difensore, numero 3

A scuola, invece dello zaino, porta un fagotto. Insieme a Seward Hayseed e Joe Small usa il Triangolo Ipnotico (Kagome Kagome, かごめかごめ?).
Mark Hillvalley, nome originale Hiroshi Makiya (牧谷 寛?, Makiya Hiroshi), difensore, numero 4

Doppiato in giapponese da Seiji Sasaki e in italiano da ? (primo gioco), ? (anime) e ? (Inazuma Eleven Strikers)

Ama la natura e si alza all'alba per dar da mangiare a mucche e galline. Farà parte della Neo Japan, in cui sostituirà Zack nel secondo tempo della partita contro l'Inazuma Japan per eseguire la Muraglia Infinita Potenza 2. Sa usare infatti la tecnica:
- Muraglia Infinita (Mugen no Kabe, 真むげんのかべ?):

Una delle tecniche di parata più potenti mai usate. Hillvalley la usa nella Farm con Green e Sherman: i tre evocano un gigantesco muro di roccia davanti alla porta che blocca il pallone e lo respinge via. Solo l'Ariete Inazuma della Raimon è riuscito a perforare questa tecnica. Nella Neo Japan Hillvalley usa con King e Bargie la Muraglia Infinita Potenza 2 (Shin Mugen no Kabe, 真むげんのかべ? lett. "Vero muro infinito").
Herb Sherman, nome originale Hiro Shiotani (塩谷 ヒロ?, Shiotani Hiro), difensore, numero 5

Doppiato in giapponese da Tōru Nara e in italiano da ? (primo gioco) e ? (anime)

Invece del cellulare, ha un telefono fisso. È uno dei difensori in grado di fare la Muraglia Infinita (Mugen no Kabe, 無限の壁?).
Joe "Milky" Small, nome originale Yō Yamane (山根 羊?, Yamane Yō), centrocampista, numero 6

Per mantenersi in forma, beve latte di capra ogni mattina. Insieme a Kent Work e Seward Hayseed, usa il Triangolo Ipnotico (Kagome Kagome, かごめかごめ?).
Ike "Mother" Steiner, nome originale Shōji Ikui (育井 庄児?, Ikui Shōji), centrocampista, numero 7

Mentre i suoi genitori lavorano nei campi, lui accudisce i suoi cinque fratelli. Usa la tecnica:
- Effetto Talpa (Mogura Feint, モグラフェイント?, Mogura feinto, lett. "Finta della talpa"):

Steiner colpisce con i piedi uniti la palla che va sottoterra, superando l'avversario, per poi sbucare fuori dal terreno sui piedi dello stesso Steiner.
Orville "Spray" Newman, nome originale Noboru Ōgoi (大鯉 昇?, Ōgoi Noboru), centrocampista, numero 8

Per concentrarsi, si immerge in una cascata durante la mattina. Segno distintivo è il graffio sull'occhio destro.
Tom "Roast" Walters, nome originale Tōru Harano (原野 徹?, Harano Tōru), centrocampista e capitano, numero 9

Doppiato in giapponese da Yuki Tashiro (primo gioco) e Junko Takeuchi (tutto il resto) e in italiano da ? (primo gioco) e ? (anime)

È cresciuto cacciando e mangiando polli ruspanti. Considera la gente di città ingenua e usa la tecnica:
- Pallone Rotante (Run Ball Run, ラン・ボール・ラン?, Ran bōru ran):

Walters salta sul pallone iniziando a farlo rotolare con i piedi. Con esso supera facilmente tutti gli avversari.
Daniel Dawson, nome originale Daichi Negami (根上 大地?, Negami Daichi), centrocampista, numero 10

Ha delle foglie sui capelli per via della sua passione di stare in mezzo alla natura.
Stuart "Muffs" Racoonfur, nome originale Shigeki Tanushimaru (田主丸 茂樹?, Tanushimaru Shigeki), attaccante, numero 11

È la punta della Farm e, per andare a scuola, attraversa una catena montuosa. La sua tecnica di tiro è il:
- Lampo Abbagliante (Shine Drive, シャインドライブ?, Shain doraibu):

Il piede di Racoonfur s'illumina; dopodiché, l'attaccante colpisce il pallone che si dirige luminoso in porta. Il portiere avversario difficilmente lo riesce a vedere.
Lorne Mower, nome originale Hisashi Kusao, portiere, numero 12

Un ragazzo eccentrico che adora mangiare l'erba.
Homer Grower, nome originale Uehito Yoneyama, difensore, numero 13

Mangia i prodotti della sua fattoria.
Rolf Howells, nome originale Shigeki Inukai (犬飼 茂樹?, Inukai Shigeki), difensore, numero 14

Sa parlare con i cani e ci gioca con loro nei boschi.
Luke Lively, nome originale Sakuhei Fukui (福井 咲平?, Fukui Sakuhei), difensore, numero 15

La sua famiglia vive in maniera molto sana e la nonna fa persino jogging.
Ben Nevis, nome originale Chihiro Fuji, difensore, numero 16

È così affascinato dalla natura che ha deciso di vivere nei boschi.

### Kirkwood Jr. High
Nome originale - Kidokawa Seishū (木戸川清修?)
Affronta la Raimon nelle semifinali del Football Frontier nazionale. L'anno prima della storia, Axel frequentò questa scuola ma dopo che sua sorella Julia ebbe un incidente, si ritirò dalla Kirkwood proprio in vista della finale. L'allenatore di questa squadra è Seth Nichols, nome originale Shūgo Nikaidō (二階堂 修吾?, Nikaidō Shūgo), in passato un giocatore della nazionale giapponese. Nel videogioco possiedono anche delle riserve, assenti nell'anime.
John Neville, nome originale Yowami Nanzan (軟山 弱?, Nanzan Yowami), portiere, numero 1

Nonostante la sua aria da imbranato, ha grande abilità in porta. È uno dei portieri più forti nei primi due giochi, sebbene nell'anime non sia all'altezza. Nella serie reboot Inazuma Eleven Ares Neville diventa il secondo portiere della squadra, sostituito da Trice Topper come primo portiere (nel manga Neville appare come primo portiere ma quest'errore viene corretto nel successivo capitolo). Usa:
- Mega Parata di Forza (Toughness Block, タフネスブロック?, Tafunesu burokku):

Tecnica di parata. Neville rotea le braccia e blocca il tiro con l'ausilio del suo enorme petto, per poi respingerlo via.
Malcolm Night, nome originale Mamoru Nishigaki (西垣 守?, Nishigaki Mamoru), difensore, numero 2

Doppiato in giapponese da Akio Suyama e in italiano da ? (primo gioco), ? (anime), ? (secondo gioco) e ? (Inazuma Eleven Strikers)

È un tipo allegro e determinato, grande amico di Bobby, Erik e Silvia. Gioca come difensore nella Kirkwood. Si unisce anche lui ai Dark Emperors, per poi tornare normale. Le sue tecniche sono:
- Taglio Roteante (Spinning Cut, スピニングカット?, Subiningu katto):

Tecnica simile al Tuono del Vulcano di Bobby, ma con la differenza che Malcolm materializza nel piede non magma, ma una luce celeste. In Inazuma Eleven Ares no Tenbin l'esecuzione della tecnica cambia: Malcolm salta, e dopo aver ruotato su sé stesso calcia l'aria con le gambe, creando delle lame di luce celeste che colpiscono l'avversario, facendogli perdere la palla.
- Tri-Pegaso (Tri-Pegasus, トライパガサス?, Torai Pegasasu)
- Freccia Turbinosa (Hurricane Arrow, ハリケーンアロー?, Harikēn arō):

Usata con Clover e Nashmit. I tre evocano due frecce rosse che bloccano e respingono via l'avversario.
Alfred Meenan, nome originale Akihi Megawa (女川 映日?, Megawa Akihi), difensore, numero 3

È sempre al passo con la moda. Non ha un ruolo rilevante durante la partita contro la Raimon.
Dan Mirthful, nome originale Dan Mitsumune (光宗 団?, Mitsumune Dan), difensore, numero 4

Adora schiacciare pisolini ovunque e arriva tardi alle lezioni.
Ricky Clover, nome originale Ritsuki Kurobe (黒部 立樹?, Kurobe Ritsuki), difensore, numero 5

Resta sempre fermo in campo se non c'è nessuno in area di difesa. Usa la tecnica:
- Freccia Turbinosa (Hurricane Arrow, ハリケーンアロー?, Harikēn arō):

Usata con Night e Nashmit. I tre evocano due frecce rosse che bloccano e respingono via l'avversario.
Toby Damian, nome originale Dan Tobiyama (跳山 段?, Tobiyama Dan), centrocampista, numero 6

Nonostante la sua statura minuta, può spiccare grandi balzi.
York Nashmith, nome originale Naoto Yakata (屋形 直人?, Yakata Naoto), centrocampista, numero 7

Adora dormire sui tetti. Ha sempre un'espressione malinconica. Usa la tecnica della Freccia Turbinosa (Hurricane Arrow, ハリケーンアロー?, Harikēn arō) insieme a Clover e Night.
Zachary Moore, nome originale Sakito Mogi (茂木 沙樹都?, Mogi Sakito), centrocampista, numero 8

Giocatore senza abilità particolari ma utile nel gioco di squadra.
Marvin Murdock, nome originale Masaru Mukata (武方 勝?, Mukata Masaru), attaccante e capitano, numero 9

Doppiato in giapponese da Satoshi Kubo (primo gioco) e Kiyotaka Furushima (tutto il resto) e in italiano da Stefano Brusa (prima stagione)

Alto di statura, indossa gli occhiali e ha i capelli viola scuro cortissimi. All'inizio era arrogante e determinato, assieme ai suoi due fratelli, a sconfiggere Axel (in quanto ha tradito la Kirkwood, secondo loro) e la Raimon, ma dopo la sconfitta si pentono e fanno pace con Axel. Nella terza stagione, Marvin cercherà di unirsi all'Inazuma Japan facendo un provino con la maglia numero 19, ma verrà scartato. Il suo soprannome originale è (絆の司令塔). Usa:
- Tornado Inverso (Back Tornado, バックトルネード?, Bakku torunēdo):

Tecnica di tiro simile al Tornado di Fuoco, ma in questo caso la rotazione è contraria ed il fuoco è blu. La tecnica viene usata da tutti e tre i fratelli uno alla volta (Marvin solo nell'anime). In Inazuma Eleven Ares l'esecuzione della tecnica cambia, poiché il giocatore che la esegue viene ricoperto dal fuoco, prima di saltare e ruotare sé stesso.
- Triangolo Z (Triangle Z, トライアングルZ?, Toraianguru zetto):

Tecnica di tiro usata assieme ai fratelli Thomas e Tyler Murdock. Marvin tira verso Tyler, che tira verso Thomas che nel frattempo ha usato le spalle di Marvin per saltare e tirare formando un vero e proprio triangolo. In Inazuma Eleven Ares l'esecuzione della tecnica cambia: Thomas lancia in aria la palla; quindi i tre fratelli saltano e se la passano più volte tra loro, caricandola d'energia, e infine la tirano insieme in porta, e mentre si dirige verso essa, la palla e avvolta da triangoli gialli. Una variante di questa versione della tecnica, vede i tre fratelli calciare in aria la palla contemporaneamente, la quale viene circondata da triangoli gialli, e viene usata insieme al Tornado di Fuoco di Axel, per creare la tecnica Tormenta di Fuoco.
Thomas Murdock, nome originale Tomo Mukata (武方 友?, Mukata Tomo), attaccante, numero 10

Doppiato in giapponese da Yūichi Nakamura e in italiano da Paolo Vivio

Alto di statura, indossa gli occhiali e ha i capelli color senape. Usa:
- Tornado Inverso (Back Tornado, バックトルネード?, Bakku torunēdo)
- Triangolo Z (Triangle Z, トライアングルZ?, Toraianguru zetto):

Tecnica di tiro usata assieme ai fratelli Marvin e Tyler Murdock.
Tyler Murdock, nome originale Tsutomu Mukata (武方 努?, Mukata Tsutomu), attaccante, numero 11

Doppiato in giapponese da Gō Shinomiya

Alto di statura, indossa gli occhiali e ha i capelli verde scuro cortissimi e a punta. Nella terza stagione, Tyler si unirà alla Neo Japan col numero 14. Usa:
- Tornado Inverso (Back Tornado, バックトルネード?, Bakku torunēdo)
- Triangolo Z (Triangle Z, トライアングルZ?, Toraianguru zetto):

Tecnica di tiro usata assieme ai fratelli Marvin e Thomas Murdock.
Simon Calier, nome originale Masanori Dandō (段堂 正憲?, Dandō Masanori), portiere, numero 12

Si allena correndo su per le scale del palazzo dove vive.
Brody Gloom, nome originale Nenji Fukazawa (深沢 念司?, Fukazawa Nenji), centrocampista, numero 13

Ha perso una partita tre anni fa e ci riflette ancora.
Victor Talis, nome originale Yūichi Mamorino (守野 優一?, Mamorino Yūichi), centrocampista, numero 14

Ha imparato a giocare a calcio grazie a suo nonno.
Eren Middleton, nome originale Yōsuke Nakai (中井 陽介?, Nakai Yōsuke), difensore, numero 15

Pigro di natura, ma se una ragazza gli chiede un favore, diventa ubbidiente.
Peter Wells, nome originale Seiki Ishii (石井 清気?, Ishii Seiki), difensore, numero 16

Si allena a calcio con un manuale regalatogli dal padre.

### Zeus Jr. High
Nome originale - 世宇子 (Zeusu?)
È la nuova squadra di Ray Dark ed è quella che affronta la Raimon nella finale del Football Frontier nazionale. Grazie al nettare degli dei, la Zeus riuscì a sconfiggere le altre (come la Royal Academy e la Karimya Jr. High) con punteggi anomali e impressionanti.

I giocatori di questa squadra sono basati sugli dei greci (le riserve anche su altri personaggi mitologici). Nella versione originale sono soprannominati con il nome giapponese degli dei o dei personaggi mitologici greci e anche i cognomi li ricordano. Nella versione europea il cognome di solito significa ciò che rappresenta il dio o personaggio mitologico o qualcosa che ha a che fare con esso, e il soprannome è il nome inglese (di solito è anche quello originale greco) del dio o personaggio stesso.

Il nome originale della squadra si pronuncia come il nome giapponese del dio Zeus, che è Zeusu (ゼウス?), ma è scritto in kanji, il cui significato non conta, invece che in katakana.

Nel film L'attacco della squadra più forte - Gli Ogre, la Zeus affronta la Ogre prima della Raimon, perdendo per 36-0, mentre nella versione Ogre all'attacco! del terzo gioco sono i Grifoni della Rosa ad affrontarla prima dell'Inazuma Japan, perdendo per 65-0.

Le riserve sono presenti solo nel videogioco e non nell'anime.
Paul "Poseidon" Siddon, nome originale Don'ichi "Poseidon" Posei (歩星 呑一 （ポセイドン）?, Posei Don'ichi (Poseidon)), portiere, numero 1

Doppiato in giapponese da Gō Shinomiya e in italiano da ? (primo gioco) e ? (anime)

Viene soprannominato "Poseidone" per la sua imbattibilità. In Inazuma Eleven Ares ha un fratello minore. Usa le tecniche:
- Barriera d'Acqua (Tsunami Wall, ツナミウォール?, Tsunami wōru):

Siddon tocca il terreno con entrambe le mani alzando un muro d'acqua che blocca il tiro.
- Barriera Gigante (Gigant Wall, ギガントウォール?, Giganto wōru):

Siddon s'ingigantisce e colpisce con un violento pugno il pallone, facendolo sprofondare nel terreno e generando delle crepe.
Apollo Light, nome originale Hikaru "Aporon" Aporo (阿保露 光 （アポロン）?, Aporo Hikaru (Aporon)), difensore, numero 2

Basato su Apollo. È mosso da una sinistra e sfrenata ambizione. Nel gioco usa la tecnica Piede del Giudizio (Sabaki no Tettsui, さばきのてっつい? lett. "Martello del giudizio").
Jeff "Hephestus" Iron, nome originale En "Hepaisu" Hepai (部灰 炎 （ヘパイス）?, Hepai En (Epaisu)), difensore, numero 3

Basato su Efesto. I suoi tiri hanno una forza infuocata. Nel gioco usa le tecniche:
- Ali di Fuoco (Honō no Kazamidori, 炎の風見鶏? lett. "Banderuola della fiamma")

Tecnica di tiro usata solo nel gioco.
- Piede del Giudizio (Sabaki no Tettsui, さばきのてっつい? lett. "Martello del giudizio")

Tecnica di difesa usata solo nel gioco.
Lane "Ares" War, nome originale Ran Aresu (荒須 乱?, Aresu Ran), difensore, numero 4

Basato su Ares. Ha un carattere timido ma è abile nei pressing. Usa nel gioco le tecniche Carica Possente (Jigoku Guruma, じごくぐるま? lett. "Ruota infernale") e  Piede del Giudizio (Sabaki no Tettsui, さばきのてっつい? lett. "Martello del giudizio").
Danny "Dionysus" Wood, nome originale Geki "Dio" Deio (手魚 激 （ディオ）?, Deio Geki (Dio)), difensore, numero 5

Basato su Dioniso. Più è sotto pressione e più diventa inarrestabile. Sa usare la tecnica:
- Mega Colpo (Mega Quake, メガクェイク?, Mega kweiku):

Wood salta per poi ricadere al suolo generando potenti onde d'urto che sbalzano via gli avversari.
Artie "Artemis" Mishman, nome originale Saneki "Arutemisu" Arute (在手 実弓 （アルテミス）?, Arute Saneki (Arutemisu)), centrocampista, numero 6

Basato su Artemide. Abile e preciso nei tiri, indossa una maschera di pietra. Usa la tecnica:
- Freccia Saettante (Divine Arrow, ディバインアロー?, Dibain arō):

Mishman colpisce ripetutamente la palla con dei calci velocissimi, mentre essa si carica elettricamente. Dopodiché, con una giravolta, Mishman calcia con potenza il pallone nella porta avversaria. Mishman usa questa tecnica solo nel gioco.
Arion "Hermes" Matlock, nome originale Matsuaki "Herumesu" Herume (経目 須商 （ヘルメス）?, Herume Matsuaki (Herumesu)), centrocampista, numero 7

Basato su Hermes. Ha l'abitudine di studiare le partite prima di entrare in campo. Somiglia ad un clown, è completamente calvo e ha un tatuaggio con il numero 7 sulla testa. Usa nel gioco le tecniche:
- Piede del Giudizio (Sabaki no Tettsui, さばきのてっつい? lett. "Martello del giudizio")

Tecnica di difesa.
- Salto Temporale (Heaven's Time, ヘブンズタイム?, Hebunzu taimu):

Tecnica di dribbling. Matlock schiocca le dita ed il tempo si ferma. Così Matlock sorpassa gli avversari, che vengono poi colpiti da un turbine quando le rischiocca.
Wesley "Athena" Knox, nome originale Tomo Atena (明天名 智?, Atena Tomo), centrocampista, numero 8

Basato su Atena. Il regista della squadra, la sua esperienza deriva dalle numerose vittorie. Usa nel gioco la tecnica:
- Grande Turbine (Dash Storm, ダッシュストーム?, Dasshu sutōmu)

Tecnica di dribbling. Knox corre in avanti muovendo le mani e generando dei turbini che spazzano via gli avversari.
Jonas "Demeter" Demetrius, nome originale Yutaka "Demeteru" Demete (出右手 豊 （デメテル）?, Demete Yutaka (Demeteru)), attaccante, numero 9

Doppiato in giapponese da Miho Hino e in italiano da ? (primo gioco), ? (anime) e ? (Inazuma Eleven Strikers)

Basato su Demetra, è famoso per indossare un elmo greco. È arrogante e presuntuoso. Si unirà in seguito al Neo Japan come centrocampista col numero 15, insieme a Henry House, altro suo compagno nella Zeus. Usa le tecniche:
- Grande Turbine (Dash Storm, ダッシュストーム?, Dasshu sutōmu):

Tecnica di dribbling.
- Meteora Rimbalzante (Reflect Buster, リフレクトバスター?, Rifurekuto basutā):

Tecnica di tiro. Demetrius evoca dei frammenti di terra dal terreno e calcia il pallone tra di essi, andando poi a zig-zag verso la porta.
Byron "Aphrodite" Love, nome originale Terumi "Afurodi" Afuro (亜風炉 照美 （アフロディ）?, Afuro Terumi (Afurodi)), centrocampista e capitano, numero 10

Basato su Afrodite.
Henry "Hera" House, nome originale Tadashi Hera (平良 貞?, Hera Tadashi), attaccante, numero 11

Doppiato in giapponese da Yūki Kodaira e in italiano da ? (primo gioco), ? (anime) e ? (Inazuma Eleven Strikers)

Basato su Era. È un attaccante, ma Lina Schiller lo schiererà come difensore nella Neo Japan col numero 13. Usa la tecnica:
- Freccia Saettante (Divine Arrow, ディバインアロー?, Dibain arō):

House colpisce ripetutamente la palla con dei calci velocissimi, mentre essa si carica elettricamente. Dopodiché, con una giravolta, House calcia con potenza il pallone nella porta avversaria.
Iggy "Icarus" Russ, nome originale Michiyuki "Icarosu" Ika (位家 路主 （イカロス）?, Ika Michiyuki (Ikarosu)), portiere, numero 12

Basato su Icaro, è dotato di una grande tecnica aerea. Nel primo gioco, non ha tecniche di parata nonostante il ruolo.
Gus "Achilles" Heeley, nome originale Tamamatsu "Akiresu" Aki (安芸 玲須 （アキレス）?, Aki Tamamatsu (Akiresu)), attaccante, numero 13

Basato su Achille. Molto forte in attacco, ma si infortuna facilmente alle caviglie.
Harry "Heracles" Closs, nome originale Resu "Herakuresu" Heraku (経洛 玲州 （ヘラクレス）?, Heraku Resu (Herakuresu)), difensore, numero 14

Basato su Eracle. È un dongiovanni. È robusto ma scarso nel controllo.
Andy "Chronos" Chronic, nome originale Tokio "Kuronosu" Kurono (黒野 時夫 （クロノス）?, Kurono Tokio (Kuronosu)), difensore, numero 15

Basato su Crono. Sa sempre quanto manca alla fine della partita, anche senza orologio.
Ned "Medusa" Yousef, nome originale Usa "Medūsa" Medo (目戸 宇佐 （メドゥーサ）?, Medo Usa (Medūsa)), centrocampista, numero 16

Basato su Medusa. I suoi occhi penetranti possono "pietrificare" l'avversario.

## Altre squadre del primo gioco

### Inazuma Kids FC
Nome originale - 稲妻KFC (Inazuma KFC?)
È una squadra composta da bambini delle scuole elementari. Nel gioco, questa squadra è allenata da Arthur Sweet (Chikara Aida), giocatore della Inazuma Eleven in passato. La squadra ricompare con nuovi giocatori in Inazuma Eleven GO, in cui è allenata da Steve Grim (Shin'ichi Handa).
Herman Muller, nome originale Hiroto Munakata (宗像 大翔?, Munakata Hiroto), portiere, numero 1

Porta sempre, anche in campo, un cappello con un teschio. Ha imparato il calcio grazie ai videogiochi. Nel gioco usa la tecnica Pugno a Pressa.
Keth Claus, nome originale Kaito Hideyama (革山 海人?, Hideyama Kaito), difensore, numero 2

All'inizio era un piccolo teppista ma grazie al calcio, ora si preoccupa dei suoi compagni di squadra.
Robert Silver, nome originale Ryōta Kitagaki (北垣 亮太?, Kitagaki Ryōta), difensore, numero 3

Si caccia sempre nei guai perché fa il bulletto con qualcuno.
Izzy Island, nome originale Itsuki Sejima (瀬島 樹?, Sejima Itsuki), difensore, numero 4

Difensore e, probabilmente, regista della squadra, visto che fa continuamente sfoggio di tattiche. Sa tutto sul calcio.
Sothern Newman, nome originale Sōta Shintake (新竹 頭太?, Shintake Sōta), difensore, numero 5

Nonostante si alleni costantemente, mangia troppi dolci e si ingrassa di continuo.
Irwin Hall, nome originale Haru Ikejiri (池尻 春?, Ikejiri Haru), centrocampista, numero 6

Ragazzino che beve latte ogni giorno sperando di crescere.
Taylor Higgins, nome originale Hibiki Terasaka (寺坂 響?, Terasaka Hibiki), centrocampista, numero 7

Non gioca bene se sua madre non fa il tifo per lui.
Jamie Cool, nome originale Sora Kōzu (興津 曽空?, Kōzu Sora), centrocampista, numero 8

È orgoglioso della sua velocità e spesso partecipa a gare d'atletica
Hans Randall, nome originale Ryūsuke Hazama (間 竜介?, Hazama Ryūsuke), attaccante, numero 9

Il capocannoniere della squadra, avendo giocato nei campionati giovanili. Porta una bandana blu-azzurra.
Michael Riverside, nome originale Rikuto Morimoto (森元 陸斗?, Morimoto Rikuto), centrocampista, numero 10

Una volta, grande fan del calcio. Adesso, giocatore di calcio.
Maddie Moonlight, nome originale Mako Kisaragi (如月 まこ?, Kisaragi Mako), attaccante e capitano, numero 11

Doppiata in giapponese da Erina Furukawa (primo gioco) e Miwa Kōzuki (anime) e in italiano da ? (primo gioco), ? (anime Inazuma Eleven) e ? (anime Inazuma Eleven GO)

È il capitano, nonché l'unica ragazza della squadra, che farà amicizia con Mark. Nel gioco si scopre che anche sua madre, proprietaria di un bar, gioca a calcio: è Samantha Moonlight della Street Sally's. Nella serie Inazuma Eleven GO è la manager della nuova Inazuma Kids FC.
Bart Grantham, nome originale Yūichi Ōshima (巨島 祐一?, Ōshima Yūichi), difensore, numero 12

Adora gli aerei e sogna di diventare pilota.
Karl Blue, nome originale Kaoru Aoshima (青島 薫?, Aoshima Kaoru), centrocampista, numero 13

Adora far abbassare la cresta ai prepotenti.
Theakston Plank, nome originale Kazuya Amai (甘井 一哉?, Amai Kazuya), attaccante, numero 14

Ragazzo con la testa fra le nuvole ma dal cuore d'oro.
Ken Cake, nome originale Ken Hirata (平田 兼?, Hirata Ken), attaccante, numero 15

Dice di odiare i dolci, ma alle feste li mangia in continuazione.
Mitch Grumble, nome originale Seiji Hasebe (長谷部 精児?, Hasebe Seiji), centrocampista, numero 16

Ha una famiglia così numerosa che formerebbe una squadra.

### Street Sally's
Nome originale - 一番街 (Ichibangai? lett. "la prima strada")
Squadra dilettantistica che appare solo nel primo gioco, in cui viene sfidata dalla Raimon per far aprire il maid café base dell'Otaku.
Ichibangai (一番街?) significa in giapponese "miglior strada".
Suzanne Yuma, nome originale Sumiko Yaono (八百野 スミ子?, Yaono Sumiko), portiere, numero 1

Di professione fruttivendola. Si allena palleggiando con delle angurie.
Tammy Fielding, nome originale Tome Fudeyama (筆山 トメ?, Fudeyama Tome), difensore, numero 2

Bassa di statura, ha un naso grosso e sembra una strega.
Alex Lovely, nome originale Konomi Ōtama (大玉 好美?, Ōtama Konomi), difensore, numero 3

Una cameriera del bar di Samantha. Adora giocare pulito.
Louis "Knuckles" Hillside, nome originale Hitoshi Honemaru (骨盤 整?, Honemaru Hitoshi), difensore, numero 4

Ha lavorato come chiropratico da anni e ora ha dita d'acciaio.
Ness Sheldon, nome originale Nao Shittō (執刀 直?, Shittō Nao), difensore, numero 5

Medico di grande esperienza, ma manca di autostima.
Lizzy Squirrel, nome originale Ritsuko Tachimi (立見 律子?, Tachimi Ritsuko), centrocampista, numero 6

Proprietaria di una libreria. Non sopporta chi legge a sbafo.
Kippy Jones, nome originale Yasunori Misemachi (店街 隠典?, Misemachi Yasunori), centrocampista, numero 7

Capo del comitato commercianti. Preferisce giocare a scacchi invece di lavorare.
Fayette Riversong, nome originale Makoto Utagawa (歌川 誠?, Utagawa Makoto), centrocampista, numero 8

Suonatore ambulante. I randagi lo seguono sempre.
Samantha Moonlight, nome originale Sarina "Sally" Kisaragi (如月 沙理奈 （サリー）?, Kisaragi Sarina (Sarī)), attaccante e capitano, numero 9

La proprietaria del bar "Padiglione d'oro". È la madre di Maddie dell'Inazuma Kids FC.
Mitch Sandstone, nome originale Saburō Mikawaya (三河屋 三郎?, Miyakawa Saburō), centrocampista, numero 10

Proprietario di un pub. Non perde occasione per alzare il gomito.
Eddie Prentice, nome originale Iwao Purogure (符呂暮 岩生?, Purogure Iwao), attaccante, numero 11

Il commesso del negozio di musica. Parla troppo e fa scappare i clienti.
Alf Holmes, nome originale Yūji Iemori, portiere, numero 12

Dice di amare la famiglia ma, in realtà, preferisce il calcio.
Ian Stager, nome originale Masayoshi Ebisu, difensore, numero 13

Adora il teatro e guarda gli spettacoli in prima fila.
Fred Crumb, nome originale Kamao Ikuji (生地 釜雄?, Ikuji Kamao), difensore, numero 14

Fornaio. Ha creato un panino a forma di pallone e questo ha fatto arrabbiare sua moglie.
Doug Baughan, nome originale Nobuya Eji (衛士 展也?, Eji Nobuya), attaccante, numero 15

Inventore. Ha creato delle scarpe alate, ma gli sono volate via.
Pip Daltry, nome originale Sayaka Tanabe (田辺 さやか?, Tanabe Sayaka), difensore, numero 16

Si è unita alla squadra per fare numero. Non sa neanche giocare.

### Umbrella Jr. High
Nome originale - Kasamino (傘美野?)
Una squadra che non ha un ruolo importante nella serie, appare nel primo e nel secondo gioco e nella seconda saga dell'anime. Come la Raimon, il club di calcio rischiava di essere sciolto, per questo i membri di questa squadra facevano gli arroganti soltanto per salvare il club. La loro scuola verrà distrutta dalla Gemini Storm. Nel primo gioco possono essere sfidati vicino alla sponda del fiume. Il loro allenatore è Clint Loggan.
Joe Ingram, nome originale Jō Ikegaki (生垣 冗?, Ikegaki Jō), portiere, numero 1

Ha sempre la battuta giusta se qualcuno è giù di morale. Nel primo gioco usa la tecnica:
- Parata Vortice (Tornado Catch, トルネードキャッチ?, Torunēdo kyacchi):

Ingram corre verso il pallone roteando su se stesso e generando quindi un tornado e afferra il pallone in volo.
Kendall Sefton, nome originale Kiwamu Himejima (姫島 極?, Himejima Kiwamu), difensore, numero 2

Sa fare anche le arti marziali.
Jason Strike, nome originale Yasushi Kikuchi (菊池 康志?, Kikuchi Yasushi), difensore, numero 3

Si allena molto e usa la sua casa come palestra.
Norman Porter, nome originale Hakobu Noma (野馬 運?, Noma Hakobu), difensore, numero 4

Aiuta la gente a portare le valigie.
Maxwell "Chops" Claus, nome originale Kyōgo Mukaiyama (向山 恭吾?, Mukaiyama Kyōgo), difensore, numero 5

Per scaramanzia, prima della partita, mangia cotolette di maiale.
Bruce Chaney, nome originale Shiito Chaki (茶木 椎斗?, Chaki Shiito), centrocampista, numero 6

Si allena nei parcheggi di notte fino a quando non scatta un allarme.
Leroy Rhymes, nome originale Rinsuke Kanō (加納 輪介?, Kanō Rinsuke), centrocampista, numero 7

Sa andare in monociclo già alle elementari.
Mildford Scott, nome originale Seiichi Tachino (立野 誠一?, Tachino Seiichi), centrocampista, numero 8

Conosce tutte le notizie sul calcio grazie ad Internet.
Lou Edmonds, nome originale Yō Idemae (出前 洋?, Idemae Yō), attaccante e capitano, numero 9

Doppiato in giapponese da Takashi Hikida e in italiano da ? (primo gioco), ? (anime) e ? (secondo gioco)

I suoi genitori hanno un negozio e lui li aiuta.
Cameron Morefield, nome originale Hidetsugu Yasunaga (安永 英嗣?, Yasunaga Hidetsugu), centrocampista, numero 10

Giocava a tennis ma da quando gli si è slogato il polso gioca a calcio.
Greg "Cyborg" Bernard, nome originale Seiji Mizuguchi (水口 精司?, Mizuguchi Seiji), attaccante, numero 11

Viene soprannominato "Cyborg" per il suo gioco preciso.
Peter Banker, nome originale Kōji Tsutsumi (堤 広司?, Tsutsumi Kōji), portiere, numero 12

Crede che potrà rivoluzionare il calcio se perfezionerà le sue tattiche.
Saul Tunk, nome originale Naruto Tomooka (友岡 愛斗?, Tomooka Naruto), centrocampista, numero 13

Amichevole con gli avversari ma non è bravo nel gioco di squadra.
Alan Most, nome originale Tameo Marude (丸出 為夫?, Marude Tameo), difensore, numero 14

Non riesce a fare nulla senza i consigli dei genitori.
Paul Caperock, nome originale Mitsuru Ishizaki (石崎 満?, Ishizaki Mitsuru), difensore, numero 15

Grande fanatico del calcio. Dorme con il pallone sotto il cuscino.
Julius Molehill, nome originale Yūsuke Kozuya (小塚 勇介?, Kozuya Yūsuke), difensore, numero 16

Molto basso ma si impegna molto negli allenamenti.

### Layton Team
Nome originale - Layton Team (レイトンチーム?, Reiton Chīmu)
Questa squadra si incontra ogni tanto nel primo gioco, ma solo nella versione giapponese, quando si fa allenamento nella palestra segreta Inabikari. Fa riferimento ai personaggi di un altro gioco della Level-5: la serie del professor Layton. È composta da:
Il professor Hershel Layton (エルシャール・レイトン教授?, Erushāru Reiton-kyōju), portiere

Il più famoso risolutore di misteri di Londra, bravissimo archeologo, rinomato gentiluomo e ottimo professore di archeologia. Adora risolvere misteri e sa usare le seguenti tecniche:
- Colpo Respingente (Bumper Strike, バンパーストライキ?, Banpā sutoraiki)
- Barriera Gigante (Gigant Wall, ギガントウォール?, Giganto wōru)

Layton s'ingigantisce e colpisce con un violento pugno il pallone, facendolo sprofondare nel terreno e generando delle crepe.
Luke Triton (ルーク・トライトン?, Rūku Toraiton), difensore

L'assistente del professor Layton. Molto sicuro di sé, si vuole dimostrare un gentiluomo quanto il professore e lo aiuta sempre.
Don Pablo, nome originale Don Paul (ドン・ポール?, Don Pōru)

L'arcinemico di Layton. Molto abile nella meccanica e nel costruire oggetti e gadget.
Flora, nome originale Aroma (アロマ?)

Amica di Layton. Ogni tanto Flora lo segue nelle sue avventure; si sono conosciuti nel paese di Saint-Mystere.
Questa pagina contiene anche informazioni derivate da Inazuma Eleven Wiki (EN)  utilizzate con licenza Creative Commons Attribution-ShareAlike 3.0 Unported (CC BY-SA 3.0)